# Bénédicte Zimmermann
Bénédicte Zimmermann est directrice d’études à l’École des hautes études en sciences sociales (EHESS) et permanent fellow à l’Institut d’études avancées de Berlin (Wissenschaftskolleg zu Berlin) 

## Biographie
Entre 2012 et 2015, elle a dirigé le Centre Georg Simmel, UMR EHESS/CNRS 8131 (ex-CRIA); en 2010-2011, elle était fellow à l’Institut d’études avancées de Berlin (Wissenschaftskolleg zu Berlin) ; de 2005 à 2010, elle était responsable de la Division sociologie, psychologie et anthropologie sociale de l’EHESS. Elle est membre du comité de rédaction de Sociologie du Travail, après avoir participé aux comités de European Journal of Sociology et Gouvernement et action publique. 
Ses premiers travaux portent sur la socio-histoire de l’action publique. Elle se fait connaître avec ses recherches comparées sur la constitution de l’État social en France et en Allemagne (Le travail et la nation. Histoire croisée de la France et de l’Allemagne, 1999, avec Claude Didry et Peter Wagner ; La constitution du chômage en Allemagne. Entre professions et territoires, 2001). 
Elle engage ensuite une série d’enquêtes à partir desquelles elle élabore une sociologie de la flexibilité : enquêtes sur la réforme de l’assurance-chômage, sur les groupements d’employeurs, sur la formation continue, sur les politiques de ressources humaines et le management des entreprises ou encore sur le développement professionnel et les parcours de salariés. Le propre de son approche sociologique est de tenir ensemble trois niveaux d’analyse : celui des politiques publiques et des prescriptions institutionnelles, celui des organisations, enfin celui de biographies individuelles.  On en trouve une mise en œuvre dans Ce que travailler veut dire. Une sociologie des capacités et des parcours professionnels (2011 et 2014, 2e édition augmentée d'une postface).
Ses principales contributions théoriques et épistémologiques portent sur la socio-histoire de l’action publique, l’histoire croisée développée avec Michael Werner en réponse aux points aveugles de la comparaison et des études de transferts, enfin la sociologie des capacités et du pouvoir d’agir, conçue à partir d’une lecture critique des travaux d’Amartya Sen. Ses travaux  les plus récents interrogent les conditions de possibilité d’un pragmatisme critique comme contribution à la critique sociale.

## Principales publications
- « From Critical Theory to Critical Sociology : Capability and the Assessment of Freedom », Critical Sociology, 2017.

- Sociology of Valuation and Evaluation, numéro spécial Human Studies, 38 (1), 2015, (eds avec Daniel Cefaï, Martin Endreß et Stefan Nicolae).
- « Participer. Pour quoi faire ? », numéro thématique Sociologie du travail, 57 (1), 2015 (eds avec Anni Borzeix et Julien Charles).

- « Cultures de la créativité. Bohème historique et précarités contemporaines / Kulturen des Kreativen. Von der historischen Bohème zur Kreativgesellschaft. Trivium. Revue franco-allemande de sciences humaines et sociales, 18, 2015 (eds avec Walburga Hülk et Anthony Glinoer) : http://trivium.revues.org/4951
- Capabilities and Human Ressources, numéro spécial de International Journal of Manpower, 34 (4), 2013, 133 p. (eds avec Dilip Subramanian, Joan Miquel Verd et Josiane Vero).

- Ce que travailler veut dire. Une sociologie des capacités et des parcours professionnels, Paris, Economica (Études sociologiques), 2011, 2e éd. 2014.
- « Ferdinand Tönnies, sociologue empiriste », Actes de la recherche en sciences sociales, 188, juin 2011, pp. 44-53.

- La liberté au prisme des capacités. Amartya Sen au-delà du libéralisme, (éd. avec Jean De Munck), Paris, EHESS, Raisons pratiques, 18, 2008, 333 p.
- « Pragmatism and the capability approach. Challenges in social theory and empirical research », European Journal of Social Theory, 9 (4), 2006, pp. 467-484.
- « Beyond comparison: Histoire croisée and the challenge of reflexivity », History and Theory, 45 (1), 2006, pp. 30-50, avec Michael Werner.
- La constitution du chômage en Allemagne. Entre professions et territoires, Paris, Éd. Maison des Sciences de l’Homme, 2001, 278 p. (traduction allemande 2006).
- De la comparaison à l’histoire croisée, (éd. avec Michael Werner), Paris, Seuil (Le genre humain), 2004, 239 p.
- Les sciences sociales à l’épreuve de l’action. Le savant, le politique et l’Europe, (éd.) Paris, Ed. Maison des Sciences de l’Homme (Dialogiques), 2004, 344 p.
- « Éléments pour une socio-histoire des catégories de l’action publique », in Pascale Laborier, Danny Trom (éd.), Historicités de l’action publique, Paris, Puf, 2003, pp. 241-258.
- Le travail et la nation. Histoire croisée de la France et de l'Allemagne, (éd. avec Claude Didry et Peter Wagner), Paris, Ed. Maison des Sciences de l'Homme, 1999, 402 p. (traduction allemande 2000).